# Alexandre Kouchner
Pour les articles homonymes, voir Kouchner.
 (mai 2020).
Si vous disposez d'ouvrages ou d'articles de référence ou si vous connaissez des sites web de qualité traitant du thème abordé ici, merci de compléter l'article en donnant les références utiles à sa vérifiabilité et en les liant à la section « Notes et références ».

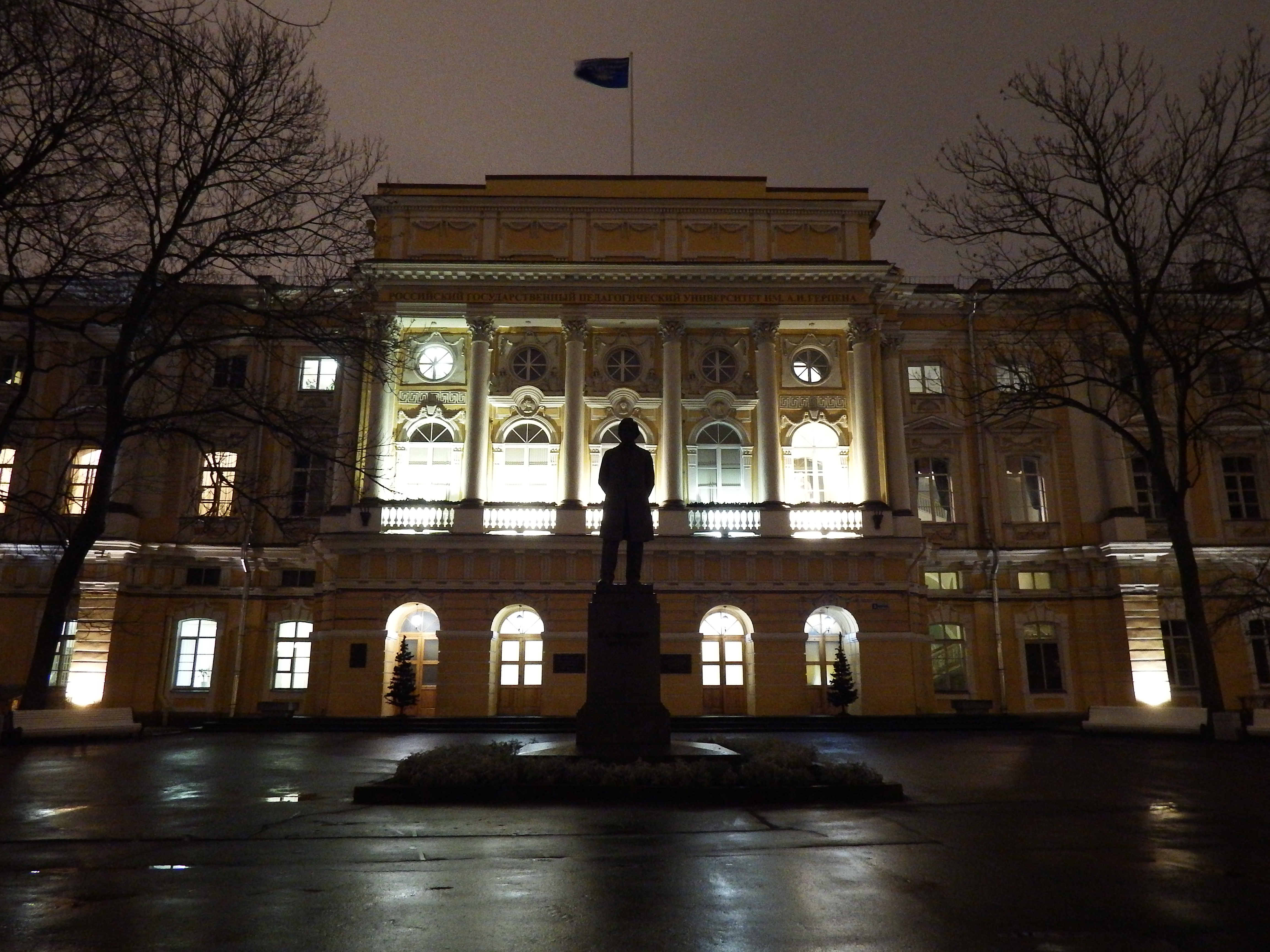
Herzen State Pedagogical University of Russia, main building at winter evening

Alexandre Semionovitch Kouchner (en russe : Алекса́ндр Семёнович Ку́шнер) est un poète russe né le 14 septembre 1936 à Saint-Pétersbourg. Il est l'auteur d'une cinquantaine de livres de poésie (y compris pour les enfants) et d'un certain nombre d'articles sur la poésie russe classique et moderne, rassemblés dans sept livres,.

## Biographie
Alexandre Kouchner est né à Saint-Pétersbourg (à l'époque Leningrad) en 1936. De famille juive, son père, le lieutenant-colonel С. С. Kouchner, était un ingénieur naval. Alexandre Kouchner fit ses études à la faculté de philologie de l'université de pédagogie Herzen, située dans la ville de Saint-Pétersbourg.
Entre les années 1959 et 1970, il enseigne la langue et la littérature russe.
Membre de l'association littéraire de École des mines de Saint-Pétersbourg sous la direction de Gleb Semenov, il publie ses poèmes pour la première fois en 1956-1957 dans les almanachs et périodiques de Leningrad. En 1960, les poèmes de Alexandre Kouchner sont inclus dans le numéro « Léningradois » du journal clandestin Syntaxe et réimprimés en Occident dans le magazine Grani.
Depuis 1970, il est passé à une activité littéraire professionnelle à temps plein. À l'époque soviétique, il fut largement publié en URSS, mais fit l'objet d'ostracisme public à deux reprises, en 1963 dans la revue Krokodil (no 11) et le dans le journal de léningradois Smena (litt. Relève ou Changement) et en 1985 dans le journal Pravda (litt. vérité).
Membre de l'Union des écrivains soviétiques et du PEN-centr (russe: Русский ПЕН-центр), il est également rédacteur-en-chef de Biblioteka poeta (la Bibliothèque du poète) et membre de plusieurs comités de rédaction de magazines : Zvezda (litt. étoile), Kontrapunkt (litt. contrepoint) et Art-Peterburg.
En avril 2015, il quitte le jury à la suite de l'attribution du prix national du poète à Yuliy Kim et au refus du jury de nominer Alexeï Pourine ainsi qu'Evgueni Reïn.
Alexandre Kouchner est marié à Elena Vsevolodovna Nevzglâdova (philologue, critique, poétesse, éditrice de poésie sous le pseudonyme d'Elena Ouchakova). Son fils, Evgueni Kouchner, né d'un premier mariage avec Tatiana Nikolaevna Nikitina, vit avec sa famille en Israël. 
En octobre 1993, il signe la Lettre des quarante-deux, lettre ouverte adressée à la société russe, au président et au gouvernement en réaction à la crise constitutionnelle russe.
En 1995, on lui décerne le prix Palmyre du Nord, pour son recueil Sur une étoile obscure.
En poésie, Alexandre Kouchner suit les principes posés par les acméistes. Il n'écrit généralement pas en vers libres, préférant écrire dans le style classique du XIXe siècle. Joseph Brodsky, lauréat du prix Nobel de littérature, avait appelé Kouchner « l'un des meilleurs poètes lyriques du XXe siècle », ajoutant que son nom « devait s'inscrire dans la lignée des noms chers au cœur de chaque russophone natif ».
Le poète léningradois est très attaché à sa ville natale et au Saint-Pétersbourg d'Alexandre Pouchkine,. Il apprécie les promenades dans les rues de la Venise du Nord et particulièrement au Palais Saint-Michel. C'est ce qu'il évoque dans son poème Zamok (litt. château) où il invite le lecteur à se rendre au château Mikhaïlovski qu'il décrit comme son lieu préféré de tout Pétersbourg.
« В замок, в замок, во двор его внутренний, — нечто странное

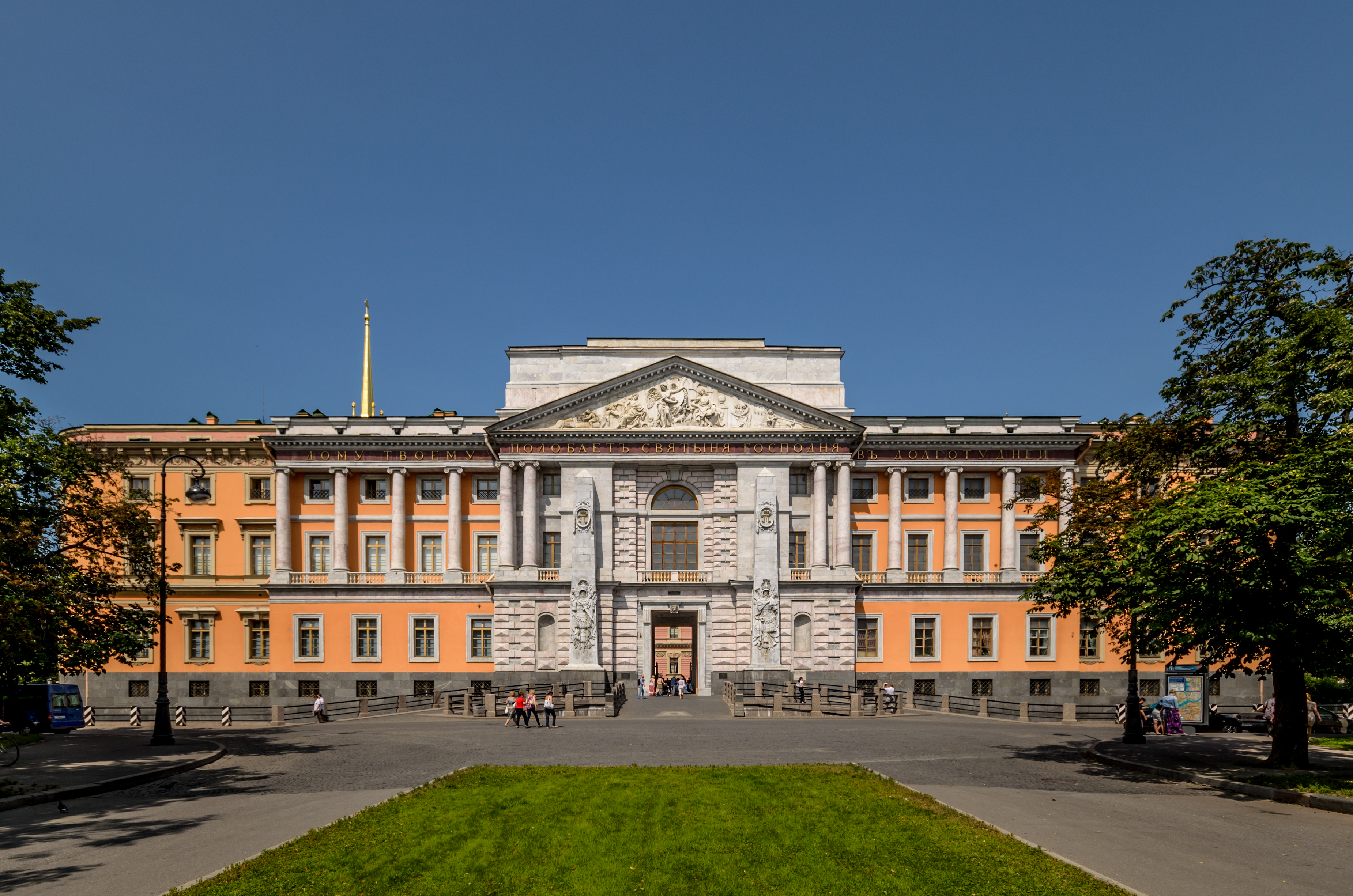
St Michael's Castle (Southern facade)

Ты увидишь, такое, чего не видал нигде, —

Замкнутое пространство граненое, восьмигранное,

Ни на что не похожее, как на другой звезде,

И, поставленный сбоку, в горящем на солнце золоте,

Шпиль, — как зодчий додумался, чтобы он так стоял?

Кто-то спрашивал: ваше любимое место в городе?

Не хотел никому говорить, а сейчас — сказал. »
— Alexandre Kouchner, Zamok